# Distretto di Mat
Il distretto di Mat (in albanese: Rrethi i Matit) era uno dei 36 distretti amministrativi dell'Albania. Faceva parte della prefettura di Dibër e il capoluogo era la città di Burrel.
La riforma amministrativa del 2015 ha suddiviso il territorio dell'ex-distretto in 2 comuni: Klos e Mat.

## Geografia antropica

### Suddivisioni amministrative
Il distretto comprendeva 2 comuni urbani e 10 comuni rurali.

#### Comuni urbani
- Burrel
- Klos

#### Comuni rurali
- Baz
- Derjan
- Gurrë (Gurë, Gurra)
- Komsi
- Lis
- Macukull
- Rukaj
- Suç
- Ulëz
- Xibër